# Pareumenes steinbachi
Pareumenes steinbachi är en stekelart som först beskrevs av Schulthess 1904.  Pareumenes steinbachi ingår i släktet Pareumenes och familjen Eumenidae. Inga underarter finns listade i Catalogue of Life.